# Naturschutzgebiet Binnensalzwiese bei Sülten

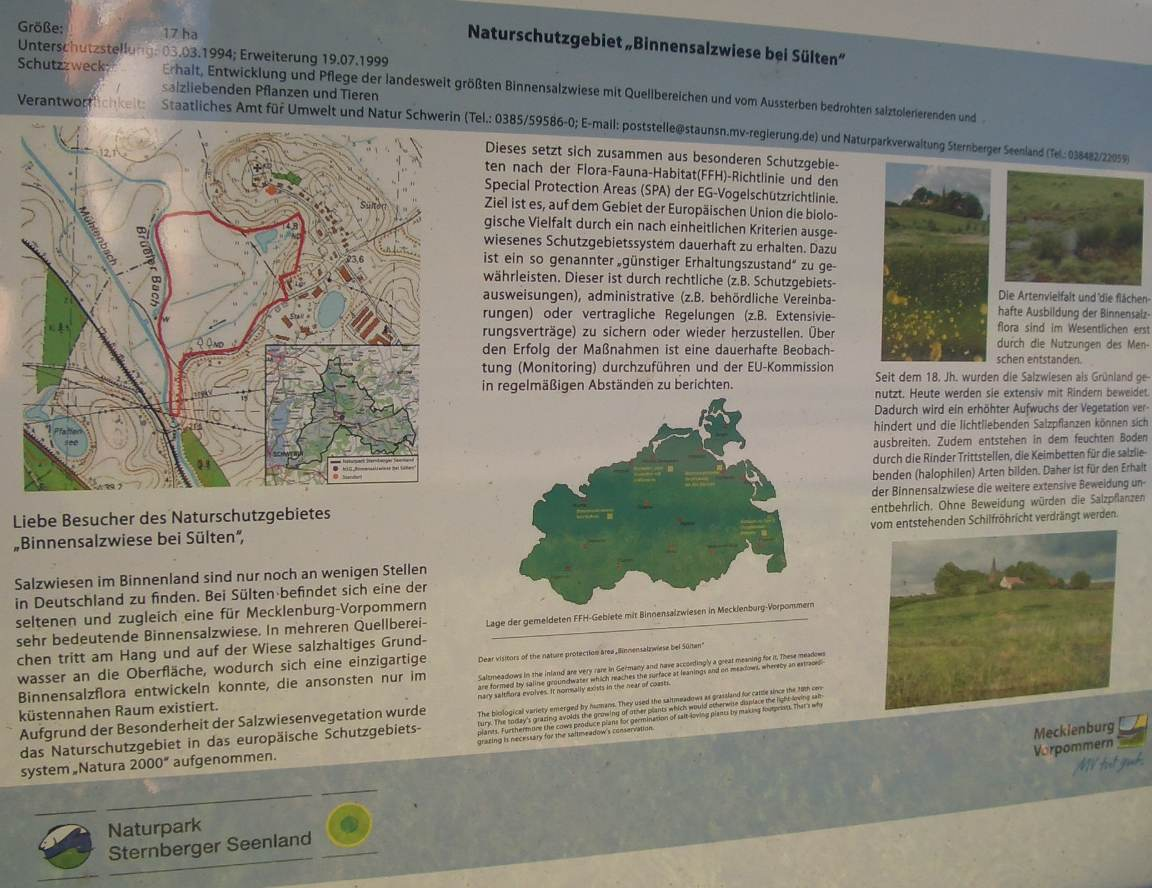
Informationstafel

Das Naturschutzgebiet Binnensalzwiese bei Sülten ist ein Naturschutzgebiet westlich der Ortschaft Sülten in Mecklenburg-Vorpommern. Es umfasst ein 17 Hektar großes Areal, welches am 3. März 1994 ausgewiesen wurde, eine Erweiterung erfolgte 1999. Das Gebiet grenzt an die westlich liegende Warnow. Der besondere Charakter als Salzwiese fernab des Meeres entsteht durch den Austritt salzhaltigen Grundwassers im Bereich der Wiesen, dadurch entsteht ein Lebensraum für salztolerante Pflanzen. Löffelkraut und Breitblättriges Knabenkraut bilden im Frühsommer große Bestände.
Das Schutzziel besteht in Erhalt, Entwicklung und Pflege der größten Binnensalzwiese des Bundeslandes. Der Gebietszustand wird befriedigend eingestuft. Umfangreiche Entwässerungsmaßnahmen zu DDR-Zeiten wirken sich noch nachteilig auf die Flächen aus. Die Wiesen werden durch naturschutzgerechte Grünlandnutzung bewirtschaftet. 
Das Naturschutzgebiet liegt im Naturpark Sternberger Seenland. Große Teile des Naturschutzgebietes sind Bestandteil des FFH-Gebietes Binnensalzwiese bei Sülten.